# Watteau (trein)
De Watteau was een Franse binnenlandse TEE-treindienst voor het traject Tourcoing - Parijs. De Watteau is vernoemd naar de Franse schilder Antoine Watteau.

## SNCF
Een jaar voor het TEE-net van start ging nam de SNCF drie sneltreinen, een ochtend-, een middag- en een avondtrein op het traject Tourcoing - Parijs in de dienstregeling op. Deze "Trains d'affaires" werden verzorgd door de binnenlandse versie van de RGP 825, de RGP 600 treinstellen. In 1959 werd overgeschakeld op een trein met getrokken rijtuigen van het type Corail. Toen in 1965 werd toegestaan om ook binnenlandse treinen als TEE aan te merken, is dit niet toegepast op de trains d'affaires naar het Noorden. De opwaardering tot TEE volgde pas in 1978.

## Trans Europ Express
De Watteau is in oktober 1978, samen met de TEE Faidherbe en de TEE Gayant, in het TEE-net opgenomen. Het trio kreeg de treinnummers TEE 34 tot en met TEE 39. De even nummers reden van noord naar zuid, de oneven nummers van zuid naar noord. Als avondtrein kreeg de Watteau de nummers TEE 38 en TEE 39. De trein reed niet op zaterdag, niet op zon- en feestdagen en niet in de zomervakantie. TEE 38 werd op 28 september 1990 en TEE 39 op 31 mei 1991 uit de dienstregeling genomen, in beide gevallen werd de TEE vervangen door een rapide met twee klassen. Op 23 mei 1993 kwam de Watteau terug als TEE tussen Parijs en Brussel. Nu met de nummers TEE 89 Parijs - Brussel-Zuid en TEE 88 Brussel - Parijs. Op 23 januari 1995 werd de LGV-Nord geopend en verviel TEE 89. Op 26 mei 1995 reed TEE 88 Watteau de allerlaatste TEE-rit.

### Rollend materieel
De treindienst werd uitgevoerd met elektrische en dieseltractie en getrokken rijtuigen.

#### Tractie
Als locomotieven zijn de Franse locomotieven BB 16000 ingezet tussen Parijs en Rijsel. Ten noorden van Rijsel werden verschillende types diesellocomotief ingezet.

#### Rijtuigen
Als rijtuigen werden Franse Inox-rijtuigen van de types PBA (Parijs Brussel Amsterdam) en Mistral 69 ingezet.

### Route
Tourcoing - Roubaix - Lille/Rijsel - Douai - Arras - Parijs Noord